# Lijst van voetbalinterlands Madagaskar - Zambia
Deze lijst van voetbalinterlands is een overzicht van alle officiële voetbalwedstrijden tussen de nationale teams van Madagaskar en Zambia. De landen hebben tot op heden dertien keer tegen elkaar gespeeld. De eerste ontmoeting, een vriendschappelijke wedstrijd, vond plaats op 5 juli 1966 op een onbekende locatie in Malawi. Het laatste duel, een halve finale tijdens de COSAFA Cup 2018, werd gespeeld in Pietersburg (Zuid-Afrika) op 6 juni 2018.

## Wedstrijden
| №  | Plaats        | Datum             | Competitie                   | Wedstrijd           | Uitslag |
| -- | ------------- | ----------------- | ---------------------------- | ------------------- | ------- |
| 1  | ?             | 5 juli 1966       | Vriendschappelijk            | Zambia − Madagaskar | 3 − 0   |
| 2  | Lusaka        | 16 september 1973 | Afrika Cup 1974 kwalificatie | Zambia − Madagaskar | 3 − 1   |
| 3  | Antananarivo  | 30 september 1973 | Afrika Cup 1974 kwalificatie | Madagaskar − Zambia | 2 − 1   |
| 4  | Antsirabe     | 2 september 1990  | Afrika Cup 1992 kwalificatie | Madagaskar − Zambia | 0 − 0   |
| 5  | Lusaka        | 14 juli 1991      | Afrika Cup 1992 kwalificatie | Zambia − Madagaskar | 2 − 1   |
| 6  | Antananarivo  | 20 december 1992  | WK 1994 kwalificatie         | Madagaskar − Zambia | 2 − 0   |
| 7  | Lusaka        | 28 februari 1993  | WK 1994 kwalificatie         | Zambia − Madagaskar | 3 − 1   |
| 8  | Antananarivo  | 24 januari 1999   | Afrika Cup 2000 kwalificatie | Madagaskar − Zambia | 1 − 2   |
| 9  | Chililabombwe | 5 juni 1999       | Afrika Cup 2000 kwalificatie | Zambia − Madagaskar | 3 − 0   |
| 10 | Lusaka        | 2 september 2000  | Afrika Cup 2002 kwalificatie | Zambia − Madagaskar | 1 − 2   |
| 11 | Antananarivo  | 16 juni 2001      | Afrika Cup 2002 kwalificatie | Madagaskar − Zambia | 0 − 1   |
| 12 | Bosbokrand    | 3 augustus 2008   | COSAFA Cup 2008              | Madagaskar − Zambia | 0 − 2   |
| 13 | Pietersburg   | 6 juni 2018       | COSAFA Cup 2018              | Zambia − Madagaskar | 1 − 0   |

## Samenvatting
| Competitie              | Totaal gespeeld | Winst Madagaskar | Gelijk | Winst Zambia | Doelsaldo Madagaskar – Zambia |
| ----------------------- | --------------- | ---------------- | ------ | ------------ | ----------------------------- |
| WK-kwalificatie         | 2               | 1                | 0      | 1            | 3 − 3                         |
| Afrika Cup-kwalificatie | 8               | 1                | 1      | 6            | 7 − 13                        |
| COSAFA Cup              | 2               | 0                | 0      | 2            | 0 − 3                         |
| Vriendschappelijk       | 1               | 0                | 0      | 1            | 0 − 3                         |
| Totaal                  | 13              | 2                | 1      | 10           | 10 − 22                       |

FMF · A-internationals · Malagassisch vrouwenelftal
1960 – 1969 ·
1970 – 1979 ·
1980 – 1989 ·
1990 – 1999 ·
2000 – 2009 ·
2010 – 2019 ·
2020 − 2029
1963 ·
1964 ·
1965 ·
1966 · 
1967 ·
1968 ·
1969 · 
1970 · 
1971 · 
1972 ·
1973 · 
1974 ·
1975 ·
1976 ·
1977 ·
1978 · 
1979 ·
1980 · 
1981 · 
1982 ·
1983 · 
1984 ·
1985 · 
1986 ·
1987 ·
1988 ·
1989 ·
1990 ·
1991 ·
1992 ·
1993 ·
1994 · 
1995 ·
1996 ·
1997 ·
1998 ·
1999 · 
2000 · 
2001 · 
2002 · 
2003 · 
2004 · 
2005 · 
2006 · 
2007 · 
2008 · 
2009 · 
2010 · 
2011 · 
2012 · 
2013 ·
2014 ·
2015 ·
2016 ·
2017 ·
2018 ·
2019 ·
2020 ·
2021 ·
2022 ·
2023 ·
2024
Algerije ·
Angola ·
Benin ·
Botswana ·
Burkina Faso ·
Burundi ·
Centraal-Afrikaanse Republiek ·
Comoren ·
Congo-Brazzaville ·
Congo-Kinshasa ·
Egypte ·
Equatoriaal-Guinea ·
Ethiopië ·
Gabon ·
Gambia ·
Ghana ·
Guinee ·
Iran ·
Ivoorkust ·
Kaapverdië ·
Kameroen ·
Kenia ·
Kosovo ·
Lesotho ·
Liberia ·
Luxemburg ·
Malawi · 
Mali · 
Mauritanië ·
Mauritius · 
Mozambique · 
Namibië · 
Niger ·
Nigeria · 
Oeganda · 
Rwanda ·
Sao Tomé en Principe ·
Senegal ·
Seychellen · 
Soedan ·
Swaziland · 
Tanzania · 
Togo · 
Tsjaad ·
Tunesië · 
Zambia · 
Zimbabwe · 
Zuid-Afrika
FAZ · 
A-internationals · 
Selecties · 
Statistieken · 
Zambiaans vrouwenelftal · 
Olympisch elftal · 
Zambia U21 · 
Zambia U20 · 
Zambia U18 · 
Zambia U17
1964 – 1979 ·
1980 – 1989 ·
1990 – 1999 ·
2000 – 2009 ·
2010 – 2019 ·
2020 − 2029
1964 ·
1965 ·
1966 ·
1967 ·
1968 ·
1969 ·
1970 ·
1971 ·
1972 ·
1973 ·
1974 ·
1975 ·
1976 ·
1977 ·
1978 ·
1979 ·
1980 ·
1981 ·
1982 ·
1983 ·
1984 ·
1985 ·
1986 ·
1987 ·
1988 ·
1989 ·
1990 ·
1991 ·
1992 ·
1993 ·
1994 ·
1995 ·
1996 ·
1997 ·
1998 ·
1999 ·
2000 ·
2001 ·
2002 ·
2003 ·
2004 ·
2005 ·
2006 ·
2007 ·
2008 ·
2009 ·
2010 ·
2011 ·
2012 ·
2013 ·
2014 ·
2015 ·
2016 ·
2017 ·
2018 ·
2019 ·
2020 ·
2021 ·
2022
Algerije · 
Angola ·
België ·
Benin ·
Botswana ·
Brazilië ·
Burkina Faso ·
Burundi ·
Chili ·
China ·
Comoren ·
Congo-Brazzaville ·
Congo-Kinshasa ·
Djibouti ·
Ecuador ·
Egypte ·
Equatoriaal-Guinea ·
Ethiopië ·
Gabon ·
Gambia ·
Ghana ·
Guinee ·
Guinee-Bissau ·
Honduras ·
India ·
Irak ·
Iran ·
Israël ·
Ivoorkust ·
Jamaica ·
Japan ·
Jemen ·
Jordanië ·
Kaapverdië ·
Kameroen ·
Kenia ·
Koeweit ·
Lesotho ·
Liberia ·
Libië ·
Madagaskar ·
Malawi ·
Mali ·
Marokko ·
Mauritanië ·
Mauritius ·
Mozambique ·
Namibië ·
Niger ·
Nigeria ·
Noord-Korea ·
Oeganda ·
Oman ·
Rwanda ·
Saoedi-Arabië ·
Senegal ·
Seychellen ·
Sierra Leone ·
Soedan ·
Somalië ·
Swaziland ·
Tanzania ·
Togo ·
Tsjaad ·
Tunesië ·
Zimbabwe ·
Zuid-Afrika ·
Zuid-Korea
Ivoorkust (2012)